# Saint-Perreux
Saint-Perreux är en kommun i departementet Morbihan i regionen Bretagne i nordvästra Frankrike. Kommunen ligger i kantonen Allaire som tillhör arrondissementet Vannes. År 2022 hade Saint-Perreux 1 049 invånare.

## Befolkningsutveckling
Antalet invånare i kommunen Saint-Perreux
| Referens: INSEE |